# Takumi Yamada
Takumi Yamada (山田 拓巳 Yamada Takumi?, nacido el 25 de noviembre de 1989 en Tokio) es un futbolista japonés que se desempeña como defensa.

## Trayectoria

### Clubes
| Club              | País  | Año    |
| ----------------- | ----- | ------ |
| Montedio Yamagata | Japón | 2008 - |

## Estadística de carrera

### J. League
| Club              | Año   | J. League | J. League | Copa J. League | Copa J. League | Total | Total |
| Club              | Año   | Part.     | Goles     | Part.          | Goles          | Part. | Goles |
| ----------------- | ----- | --------- | --------- | -------------- | -------------- | ----- | ----- |
| Montedio Yamagata | 2008  | 0         | 0         | -              | -              | 0     | 0     |
| Montedio Yamagata | 2009  | 2         | 0         | 0              | 0              | 2     | 0     |
| Montedio Yamagata | 2010  | 3         | 0         | 4              | 0              | 7     | 0     |
| Montedio Yamagata | 2011  | 5         | 0         | 1              | 0              | 6     | 0     |
| Montedio Yamagata | 2012  | 9         | 0         | -              | -              | 9     | 0     |
| Montedio Yamagata | 2013  | 33        | 1         | -              | -              | 33    | 1     |
| Montedio Yamagata | 2014  | 33        | 1         | -              | -              | 33    | 1     |
| Montedio Yamagata | 2015  | 7         | 0         | 1              | 0              | 8     | 0     |
| Montedio Yamagata | 2016  | 38        | 3         | -              | -              | 38    | 3     |
| Montedio Yamagata | 2017  | 32        | 1         | -              | -              | 32    | 1     |
| Total             | Total | 162       | 6         | 6              | 0              | 168   | 6     |